# Forma dell'universo
(Umberto Eco, Il nome della rosa, da Plinio il Giovane, Epistole, V, 3)
La locuzione "forma dell'universo", sebbene utilizzata in alcuni contesti divulgativi per descrivere sommariamente tramite un'impressione grafica i risultati della cosmologia, è a rigore priva di senso e può risultare fuorviante; i cosmologi e gli astronomi si occupano in realtà della descrizione della geometria dell'universo, in particolare della sua geometria locale e globale.

## Introduzione
Lo studio della geometria locale dell'universo riguarda principalmente la curvatura dell'universo osservabile, mentre l'indagine sulla sua geometria globale investe soprattutto il campo della topologia.
Ricavare una geometria locale dello spazio dalla geometria dell'intero universo non può avvenire senza specifiche basi fisico-ontologiche riguardanti la coesistenza dello spazio e del tempo: le teorie correnti considerano lo spazio e il tempo come due aspetti di una singola entità detta 'spazio-tempo'. I cosmologi di norma considerano "fette" di spazio-tempo, chiamate coordinate comoventi; in termini di osservazione, la sezione dello spazio-tempo che può essere osservata è rappresentata dal cosiddetto cono di luce del passato (luogo dei punti all'interno dell'orizzonte cosmico, dato un certo tempo necessario per raggiungere l'osservatore). Il relativo volume di Hubble può essere usato per descrivere questo cono e lo spazio comovente. Dal punto di vista della relatività speciale, parlare di "forma dell'universo" in un certo istante di tempo è però ontologicamente inesatto, a causa del problema della simultaneità: dal momento che non si può dire che due punti distinti dello spazio si trovano nello stesso istante di tempo, così non si può parlare di forma dell'universo "ad un certo istante di tempo". Tuttavia, nella fisica odierna è ampiamente accettata l'idea dell'esistenza di un sistema preferenziale di coordinate comoventi.
Se l'universo osservabile è più piccolo dell'intero universo (in alcuni modelli teorici è di molti ordini di grandezza o anche infinitamente più piccolo), non si può determinarne la struttura globale; al contrario, se l'universo osservabile abbraccia l'intero universo, se ne può determinare la struttura attraverso le osservazioni. Inoltre, l'universo potrebbe estendersi molto in alcune direzioni e poco in altre (come un cilindro); se infine fosse una sorta di anello chiuso, nel cielo si potrebbero vedere immagini multiple dello stesso oggetto.

## La curvatura dello spazio
La geometria locale come detto è la curvatura descritta in un generico punto dell'universo osservabile; molte osservazioni astronomiche, condotte grazie allo studio delle supernovae e della radiazione cosmica di fondo, mostrano come l'universo osservabile sia estremamente vicino alla condizione di totale omogeneità ed isotropia, e come inoltre stia accelerando la sua espansione. Un simile universo può essere rappresentato, nel contesto della relatività generale, grazie al modello di Friedmann-Lemaître-Robertson-Walker (abbreviato in "modello FLRW"). Questo modello, ricavato dalle equazioni di Friedmann, assegna all'universo una curvatura basata sulla matematica della fluidodinamica (considera la materia in esso contenuta come un fluido perfetto). Benché le stelle e le altre strutture cosmiche possono essere prese in considerazione per elaborare un "modello FLRW generalizzato", la versione più semplice di tale modello è sufficiente ad approssimare la geometria locale dell'universo osservabile.
Un'altra via per ricavare la geometria locale dello spazio consiste nel trascurare ogni forma della cosiddetta energia oscura, e calcolare la curvatura misurando la densità media di materia, assumendo che essa sia distribuita uniformemente (tralasciando dunque gli addensamenti provocati da oggetti massivi come le galassie). Questo assunto è giustificato dal fatto che l'universo è solo debolmente disomogeneo e anisotropo, mentre ad ampie scale risulta omogeneo e isotropo (vedi "Struttura a grande scala dell'universo").
L'omogeneità e l'isotropia dell'universo permettono l'esistenza di una geometria spaziale a curvatura costante. Un importante aspetto di questa geometria locale si ricava dalla relatività generale e dal modello FLRW: dalla curvatura dello spazio dipende il valore del parametro di densità (Ω), parametro che consiste nel rapporto tra la densità media dell'universo e la densità di energia critica; la curvatura dello spazio in ultima analisi permette di sapere se anche per le coordinate spaziali valgono semplici teoremi come quello di Pitagora, e in caso contrario fornisce altri strumenti matematici adatti ad esprimere le relazioni tra le distanze spaziali.
Il teorema di Pitagora nello spazio Euclideo si può scrivere come:
{\displaystyle h={\sqrt {x^{2}+y^{2}}}}
Si possono quindi avere tre casi:
- se la curvatura risulta pari a zero, Ω = 1 e il teorema di Pitagora continua a valere;
- se Ω > 1 la curvatura è positiva e il teorema diventa {\displaystyle h<{\sqrt {x^{2}+y^{2}}}};
- se Ω < 1 la curvatura è negativa e il teorema si riscrive come {\displaystyle h>{\sqrt {x^{2}+y^{2}}}}.

Le conseguenti discrepanze nelle misure si noterebbero però solo per "triangoli" di dimensioni cosmologiche.
Se si misurano varie circonferenze con diametro costante in queste tre differenti geometrie e si divide la misura ottenuta per il diametro stesso, si ottiene sempre e comunque il valore di π per diametri abbastanza piccoli; questo rapporto tende ad allontanarsi dal valore di π per diametri sufficientemente elevati se Ω non è uguale a 1: infatti, per Ω > 1 (la sfera, vedi il grafico successivo) il rapporto è minore di π (una circonferenza su una sfera è in effetti solo il doppio del suo diametro); per Ω < 1 il rapporto è maggiore di π.
Dalle misure degli astronomi della densità di materia ed energia nell'universo e delle distanze spazio-temporali (utilizzando le supernovae) risulta che la curvatura dello spazio è molto vicina a 0, anche se non se ne conosce il segno; ciò significa che le geometrie locali, nonostante siano un prodotto della teoria della relatività e della nozione di "intervallo spazio-temporale", possono essere ben approssimate con la familiare geometria euclidea.

## La geometria locale

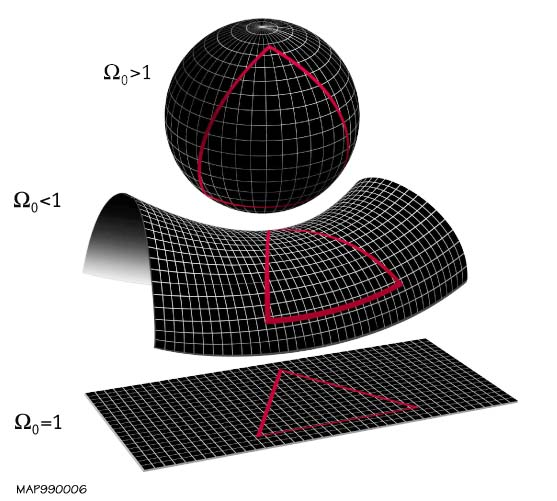
La geometria locale dell'universo è determinata dal fatto che Omega sia minore, uguale o maggiore di 1. Dall'alto verso il basso abbiamo un universo sferico, uno iperbolico e uno piatto.

Ci sono tre possibili geometrie spaziali a curvatura costante, ciascuna dipendente dal segno della curvatura: se essa è esattamente zero, la geometria locale è "piatta"; se è positiva, la geometria è "sferica"; se è negativa, la geometria è "iperbolica".
La geometria dell'universo è solitamente rappresentata in un sistema di coordinate comoventi, tralasciando l'espansione dell'universo stesso. Queste coordinate costituiscono un sistema di riferimento in cui l'universo possiede una geometria statica nelle tre dimensioni spaziali.
Assumendo che l'universo sia omogeneo e isotropo, la curvatura dell'universo osservabile (ovvero la sua geometria locale) è descritta da una delle seguenti geometrie:
- una geometria euclidea in 3 dimensioni, generalmente denominata E3;
- una geometria sferica in 3 dimensioni, con una piccola curvatura e chiamata S3;
- una geometria iperbolica in 3 dimensioni, con una piccola curvatura e denominata H3.

## La geometria globale
Il concetto di geometria globale si riferisce alla geometria (più precisamente alla topologia) dell'intero universo; dalla geometria locale non si può determinare con precisione la geometria globale, ma le pone comunque dei limiti precisi, in particolare per quanto riguarda una curvatura costante; è la geometria di Riemann a legare la geometria locale a quella globale: se la prima è a curvatura costante, la seconda risulta essere molto limitata nelle sue varietà.
Nel caso di una geometria spaziale "piatta", si ritiene che la scala a cui si osservano determinate proprietà topologiche possa essere scelta arbitrariamente. Per geometrie sferiche o iperboliche, la possibilità di rilevare la topologia attraverso delle osservazioni dirette dipende dalla curvatura dello spazio (come notò Carl Friedrich Gauss nel 1824): nel caso della geometria iperbolica, usando il raggio di curvatura o il suo inverso come scala di misura, una piccola curvatura della geometria locale (che corrisponderebbe ad un raggio di curvatura più ampio dell'universo osservabile) renderebbe difficoltoso o addirittura impossibile lo studio della topologia; nel caso invece della geometria sferica, ciò non comporterebbe alcuna difficoltà di osservazione.
Allo studio della geometria globale dell'universo si sovrappongono inoltre altri due importanti dibattiti della cosmologia moderna:
- l'universo è infinito o è uno spazio compatto?
- L'universo è uno spazio semplicemente connesso o no?

### Spazi compatti
Quella di spazio compatto è una generica definizione topologica che comprende anche il concetto più preciso di "spazio metrico finito"; in un universo illimitato (spazio metrico infinito) esistono punti dello spazio arbitrariamente distanziati: per una qualsiasi distanza d, quindi, esistono sempre punti che sono separati da tale distanza. Un universo limitato, invece, è uno spazio metrico finito, poiché esiste una certa distanza d per la quale tutti i punti si trovano a distanze minori di essa; la d minore avente questa proprietà è chiamata diametro dell'universo (nel qual caso esso ha un ben definito volume o scala).
Uno spazio compatto soddisfa una condizione più stringente: nel contesto delle varietà riemanniane, esso è definito come uno spazio limitato e geodeticamente completo; se quest'ultima caratteristica è soddisfatta, allora gli attributi di limitatezza e di compattezza sono equivalenti (per il teorema di Hopf-Rinow), e possono essere intercambiati.
Se la geometria dello spazio è sferica, allora la topologia è compatta: le geodetiche con una certa direzione ritornano inevitabilmente al punto di partenza e lo spazio possiede un ben preciso "volume". Se la geometria dell'universo non è compatta, esso è dunque infinito in estensione (con infinite direzioni possibili che possono non tornare al punto di partenza) e non ha un volume definibile.
Per un universo con geometria piatta o iperbolica la topologia può essere sia compatta sia infinita.

### Universo aperto o chiuso
Quando i cosmologi parlano dell'universo come "aperto" o "chiuso", si riferiscono generalmente alla sua curvatura, negativa o positiva rispettivamente. Questi concetti di aperto e chiuso, assieme al loro significato matematico, possono far nascere delle ambiguità, dal momento che possono riferirsi anche ad una varietà chiusa (cioè compatta e illimitata), da non confondere con un insieme chiuso. Usando questa definizione, un "universo aperto" può essere sia una varietà aperta (non compatta e illimitata), sia chiusa, mentre un "universo chiuso" è necessariamente una varietà chiusa.
Nel modello FLRW, l'universo è considerato senza confini, nel qual caso la nozione di "universo compatto" è in grado di rappresentare l'universo come una varietà chiusa.
Le ultime ricerche dimostrano che anche gli esperimenti più potenti del prossimo futuro (SKA, Planck, ecc.) non saranno in grado di distinguere se l'universo sia aperto o chiuso, almeno se il valore della curvatura del cosmo risultasse inferiore a 10−4; se essa invece fosse più grande di 10−3, già oggi si potrebbe validare uno di questi modelli.
L'esperimento Planck del 2018 con un valore di curvatura di 10−2 , effettuato e pubblicato dopo la revisione dei dati effettuata da E. Valentino, A. Melchiorri, J. Silk   , trova una soluzione al problema della degenerazione geometrica utilizzando le BAO (oscillazioni acustiche barioniche) coi Cronometri Cosmologici grazie al lavoro di Sunny Vagnozzi in collaborazione con Michele Moresco dell'Alma Mater di Bologna Professore Associato di Fisica e Astronomia, trovando la geometria dell'universo come piatta eliminando la dipendenza dei dati del satellite dal modello cosmologico implicito usando le BAO.

### Tipologie di forma d'universo

#### Universo piatto
Nel caso di un universo piatto, la curvatura e la geometria locali sono piatte; in generale, esso può essere descritto attraverso lo spazio euclideo, nonostante possano esistere alcune geometrie spaziali che prevedono uno spazio piatto ma limitato in una o più dimensioni: esempi in due dimensioni di queste geometrie sono il cilindro e il nastro di Möbius (limitate in una direzione ed illimitate nelle altre), il toro e la bottiglia di Klein (compatte).
In tre dimensioni, ci sono dieci possibili varietà limitate e chiuse, delle quali 6 sono orientabili e 4 non lo sono; la più familiare di queste varietà è il toro solido.
In assenza di energia oscura, un universo piatto si espanderebbe per sempre, anche se ad un tasso continuamente decelerato, fino a raggiungere un certo valore di espansione asintotico. Con l'energia oscura, invece, l'espansione inizialmente rallenterebbe (a causa della gravità), per poi aumentare di velocità. Il destino ultimo dell'universo sarebbe in questo caso lo stesso dell'universo aperto (vedi in seguito).

#### Universo iperbolico
Un universo iperbolico (spesso chiamato imprecisamente "aperto") è descritto dalla geometria iperbolica, e può essere immaginato come l'equivalente in 3 dimensioni di una "sella" infinitamente estesa. Il destino ultimo dell'universo aperto è un'espansione eterna, preludio alla morte termica dell'universo o ai cosiddetti "Big Freeze" e "Big Rip"

#### Universo sferico e chiuso

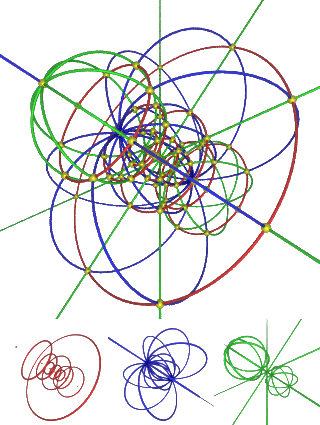
Linee geodetiche di un'ipersfera.

Un universo a curvatura positiva è descritto da una geometria sferica e può essere pensato come una ipersfera tridimensionale.
Una delle sfide nell'analisi dei dati provenienti dalla missione Wilkinson
Microwave Anisotropy Probe (WMAP) è la ricerca di immagini multiple dell'universo più distante, nella radiazione di fondo cosmica: assumendo che la luce abbia avuto tempo a sufficienza per attraversare interamente un universo finito, infatti, si dovrebbero osservare immagini ripetute. Mentre recenti ricerche non hanno del tutto scartato la teoria di una topologia finita, se l'universo fosse effettivamente finito la sua curvatura risulterebbe molto piccola, proprio come risulta piccola la curvatura della superficie della Terra se considerata in un orizzonte di poche centinaia di chilometri.
In un universo di questo tipo, se non si considerano gli effetti dell'energia oscura, la gravità ad un certo punto interrompe l'espansione, e dà inizio ad una contrazione che prosegue finché tutta la materia collassa in un singolo punto, una cosiddetta singolarità chiamata "Big Crunch" (in opposizione al Big Bang).  Tuttavia, se nell'universo vi è una quantità sufficiente di energia oscura, l'espansione può continuare per sempre.
Basandosi sulle analisi dei dati della sonda WMAP, i cosmologi durante gli anni 2004-
2006 si sono concentrati principalmente sullo studio dello spazio dodecaedrico di Poincaré, senza tralasciare altre possibili topologie compatibili con le osservazioni.